# Sister Carrie
Sister Carrie (Sister Carrie) est un roman de Theodore Dreiser.
Publié aux États-Unis en 1900, il a été traduit de l'anglais américain par Jeanne-Marie Santraud et publié en France en 1996 aux éditions Joëlle Losfeld.

## Résumé
En 1889, mécontente de sa vie terne dans un petit village du Wisconsin, Caroline (« Sister Carrie »), 18 ans, prend le train pour Chicago. Sa grande sœur Minnie et l'époux de celle-ci, Sven Hanson, vont l'héberger. Durant le trajet en train, Carrie fait la connaissance de Charles Drouet, un représentant de commerce, qui est attiré par l'aspect naturel et la beauté sans chichis de la jeune femme. Ils échangent leurs coordonnées. Quand Carrie arrive chez sa sœur, elle est abattue par le logement lugubre qu'elle doit habiter. Carrie écrit à Drouet afin qu'il ne tente pas de la contacter à l'appartement…

## Accueil critique
Il figure à la 33e place dans la liste des cent meilleurs romans de langue anglaise du XXe siècle établie par la Modern Library en 1998.